# Trichaeta flaviplaga
Trichaeta flaviplaga là một loài bướm đêm thuộc phân họ Arctiinae, họ Erebidae.